# Serjania emarginata
Serjania emarginata är en kinesträdsväxtart som beskrevs av Carl Sigismund Kunth. Serjania emarginata ingår i släktet Serjania och familjen kinesträdsväxter. Inga underarter finns listade i Catalogue of Life.